# 4388 Юрґенсток
4388 Юрґенсток (4388 Jürgenstock) — астероїд головного поясу, відкритий 3 листопада 1964 року.
Тіссеранів параметр щодо Юпітера — 3,395.